# Johann Nepomuk David
Johann Nepomuk David (ur. 30 listopada 1895 w Eferding, zm. 22 grudnia 1977 w Stuttgarcie) – austriacki kompozytor.

## Życiorys
Jako dziecko śpiewał w chórze przykościelnym w klasztorze Sankt Florian, gdzie otrzymał także podstawy wykształcenia muzycznego. Później przebywał w Kremsmünster, gdzie grał na flecie i wiolonczeli w orkiestrze amatorskiej. W 1915 roku rozpoczął naukę w seminarium nauczycielskim w Linzu. W latach 1920–1923 studiował kompozycję u Josepha Marxa w Universität für Musik und darstellende Kunst Wien. Od 1923 roku pracował jako nauczyciel w Wels, gdzie był także organistą i dyrygentem chóru. Od 1934 roku wykładał teorię muzyki w konserwatorium w Lipsku i prowadził uczelniany chór. Od 1942 roku pełnił również funkcję rektora tej uczelni. Jego nazwisko figurowało na Gottbegnadeten-Liste (Lista obdarzonych łaską Bożą w III Rzeszy).
Od 1945 do 1948 roku profesor Mozarteum w Salzburgu. W latach 1948–1963 wykładał kompozycję w Hochschule für Musik und Darstellende Kunst w Stuttgarcie. W 1955 roku odznaczony Krzyżem Komandorskim Orderu Zasługi Republiki Federalnej Niemiec. W 1966 roku otrzymał natomiast austriacką Odznakę Honorową za Naukę i Sztukę.

## Twórczość
Uważany za jednego z najwybitniejszych symfoników austriackich po Antonie Brucknerze. W swojej twórczości nawiązywał do wzorców barokowych. Jego styl muzyczny charakteryzuje się stosowaniem dawnych form i technik, dominuje w nim faktura polifoniczna. Melodyka Davida jest monotematyczna, poszczególne myśli melodyczne oparte są na przetwarzanym na rozmaite sposoby wspólnym materiale tematycznym. Po 1953 roku zaczął eksperymentować także z techniką serialną. W repertuarze prowadzonych przez Davida chórów, oprócz dzieł dawnych mistrzów, znajdowały się także utwory kompozytorów współczesnych (Strawinski, R. Strauss, Orff).
Był autorem prac Die Jupiter-Symphonie (1953), Die zweistimmigen Inventionen von J.S. Bach (1957), Die dreistimmigen Inventionen von J.S. Bach (1959), Das wohltemperierte Klavier. Versuch einer Synopsis (1962).

## Ważniejsze kompozycje
(na podstawie materiałów źródłowych)
Kompozycje powstałe przed 1927 rokiem kompozytor sam zniszczył. Spora część późniejszych przepadła natomiast podczas bombardowania Lipska w 1943 roku.

### Utwory orkiestrowe
- I symfonia a-moll (1937)
- II symfonia (1938)
- III symfonia (1941)
- IV symfonia (1948)
- V symfonia (1951)
- VI symfonia (1954)
- VII symfonia (1956)
- VIII symfonia (1965)
- Sinfonia preclassica (1953)
- Sinfonia breve (1955)
- Sinfonia per archi (1959)
- Partita (1935)
- II Partita (1940)
- Variationen über ein Thema von J.S. Bach na orkiestrę kameralną (1942)
- Symphonische Variationen über ein Thema von Heinrich Schütz (1942)
- I Koncert na orkiestrę smyczkową (1949)
- II Koncert na orkiestrę smyczkową (1950)
- Deutsche Tänze na orkiestrę smyczkową (1953)
- fantazja symfoniczna Magische Quadrate (1959)
- walc Spiegelkabinett (1960)

### Utwory na instrumenty solowe i orkiestrę
- I Koncert skrzypcowy (1952)
- II Koncert skrzypcowy (1957)
- Melancholia na altówkę i orkiestrę kameralną (1958)
- Koncert organowy (1965)

### Utwory kameralne
- 4 tria na skrzypce, altówkę i wiolonczelę (I Amati 1945, II Stradivari 1945, IV Steiner 1945, III Guarneri 1948)
- Duo na violę d’amore i violę da gamba (1942)
- Sonata na flet i altówkę (1943)
- Variationen über ein einiges Thema na flet prosty lub flet poprzeczny i lutnię (1943)
- Sonata na dwoje skrzypiec (1945)
- Sonata na klarnet i violę (1948)

### Utwory organowe
- Chaconne a-moll (1927)
- hymny Pange lingua i Veni creator (1928)
- Passamezzo und Fugue g-moll (1928)
- Toccata und Fugue f-moll (1928)
- Fantasie super „L’homme armé” (1929)
- Preambulum und Fugue d-moll (1930)
- Zwei kleine Präludien und Fugen a-moll und G-dur (1931)
- Zwei Fantasien und Fugen e-moll und C-dur (1935)
- Ricercare in a (1937)
- Introitus, Choral und Fuge über ein Thema von A. Bruckner na organy i 8 instrumentów dętych blaszanych (1938)
- partita Innsbruck, ich muss dich lassen (1955)
- Toccata und Fugue (1962)
- zbiór przygrywek chorałowych Das Choralwerk, 21 zeszytów (1932–1974)

### Utwory wokalne a cappella
- Stabat Mater (1927)
- Ex Deo nascimur (1936)
- 2 motety Wer Ohren hat zu hören, der höre i Und ich sah einen neuen Himmel (1939)
- 2 motety Victimae pascali laudes i Ut queant laxis (1948)
- Zehn Volksliedsätze (1949)
- Deutsche Messe (1952)
- Zehn neue Volksliedsätze (1952)
- Missa choralis (de angelis) (1953)
- Sechs Evangelien-Motetten (1958)
- Adventsmotette (1960)

### Utwory wokalno-instrumentalne
- kantata Fröhlich wir nun all’fangen an na 3 głosy, obój i organy (1941)
- Ich stürbe gern aus Minne na głos i organy (1942)
- Requiem chorale na głos, chór i orkiestrę (1956)
- oratorium Ezzolied na głosy solowe, chór, orkiestrę i organy (1957)